# راي مانشيني
راي مانشيني (بالإنجليزية: Ray Mancini)‏ مواليد 4 مارس 1961 في يونغزتاون، أوهايو، هو ملاكم أمريكي سابق. حقق بطولة رابطة الملاكمة العالمية.

## إحصائيات
خاض راي مانشيني خلال مسيرته 34 نزالا، فاز في 29.

## روابط خارجية
- راي مانشيني على موقع IMDb (الإنجليزية)
- راي مانشيني على موقع الموسوعة البريطانية (الإنجليزية)
- راي مانشيني على موقع أول موفي (الإنجليزية)
- راي مانشيني على موقع قاعدة بيانات الفيلم (الإنجليزية)
- راي مانشيني على موقع بوكس ريك (الإنجليزية) (registration required)